# Paratricommatus
Genre
Synonymes
- Liops Mello-Leitão, 1940 nec Fieber, 1870
- Arminda Roewer, 1949 nec Krauss, 1892
- Soaresula Roewer, 1949
- Poecilosophus Mello-Leitão & Feio, 1949
- Corcovadesia Soares & Soares, 1954
- Buzioleptes Soares, 1966
- Neoarminda Özdikmen & Kury, 2006

Paratricommatus est un genre d'opilions laniatores de la famille des Cryptogeobiidae.

## Distribution
Les espèces de ce genre se rencontrent au Brésil et au Paraguay.

## Liste des espèces
Selon World Catalogue of Opiliones (13/08/2021) :
- Paratricommatus colatinae (Soares & Soares, 1946)
- Paratricommatus hexabunus (Mello-Leitão, 1940)
- Paratricommatus inermis (Soares & Soares, 1954)
- Paratricommatus lockei Kury, 2014
- Paratricommatus mahnerti Soares & Soares, 1985
- Paratricommatus melloleitaoi Soares, 1945
- Paratricommatus modestus Piza, 1943
- Paratricommatus veneficus (Soares, 1966)

## Publication originale
- Piza, 1943 : « Quatro novos Opiliões do Estado de S. Paulo. » Revista Brasileira de Biologia, vol. 3, no 2, p. 255–259.